# Sayragul Sauytbay
Sayragul Sauytbay (kazakiska: Сайрагүл Сауытбай) född 1977 i Ili, är en kinesisk läkare och visselblåsare som påtalat övergrepp mot den kazakhiska befolkningen i Kina. År 2018 lämnade hon Kina illegalt och uppmärksammade medier utanför Kina om Xinjiangs koncentrationsläger med en omfattande och tvångsmässig omskolning av personer från folkgrupperna uigurer, kazaker m fl i Östturkestan, dvs den kinesiska regionen Xinjiang. Hon var bland de första av dessa offer som offentligt vittnade om Kinas repressiva metoder mot muslimer vilket inspirerat till protester mot dessa övergrepp. Efter att ha nekats politisk asyl i Kazakhstan beviljades hon asyl i Sverige dit hon senare emigrerade.
I mars 2020 fick hon utmärkelsen International Woman of Courage.
I mars 2021 tilldelades hon utmärkelsen Internationaler Nürnberger Menschenrechtspreis.
Under 2021 deltog hon dessutom som ett överlevande vittne vid Uyghur Tribunal

## Biografi

### Kina
Sayragul föddes 1977 i den autonoma prefekturen Ili för den kazakiska minoriteten. Etniskt är hon en kinesisk kazakh. Hon gifte sig med Uali Islam, och de har två barn tillsammans.
Hon tog en medicinsk examen vid ett universitet i Kina, och arbetade sedan som läkare, lärare, skolledare och rektor vid flera förskolor. År 2016 försökte hon och hennes familj att emigrera till Kazakhstan men beviljades inte tillstånd till detta av de kinesiska myndigheterna. Hon omplacerades från sitt arbete vid en förskola till ett nytt arbete vid ett interneringsläger. Mellan november 2017 och mars 2018 tvingades hon att undervisa i kinesiska för internerade kazakher, och bevittnade under denna tid åtskilliga övergrepp mot de intagna, där även våldtäkter förekom. Hon tilläts inte ha kontakt med sin familj när hon arbetade i lägret. Omkring 2 500 etniska kazakher fanns vid det läger där hon arbetade. Hon blev även själv utsatt för tortyr under vistelsen.
Hennes familj lyckades lämna Kina sommaren 2016, och fick kazakhiskt medborgarskap inom ett år. Detta förargade myndigheterna som uppmanade henne att övertyga sin familj om att återvända till Kina. Hennes pass konfiskerades, och hon informerades om att hon aldrig skulle få tillstånd att lämna Kina, och att hon skulle tvingas stanna kvar i läger under åtskilliga år. Hon anklagades också för spioneri för Kazakhstans räkning. I mars 2018 lyckades hon fly till Kazakhstan, där hennes familj redan tidigare hade funnit sin tillflykt..

### Kazakhstan
Med hjälp av förfalskade handlingar lyckades hon ta sig över gränsen från Kina till Kazakhstan den 5 april 2018. Enligt rapport från de kinesiska myndigheterna arresterades hon den 21 maj av säkerhetspolis i Kazakhstan för att olagligt ha tagit sig över gränsen. Den 13 juli dömdes hon av en domstol i Zjarkent, Kazakhstan till ett års fängelse eller $7 000 i böter, för att olagligt ha tagit sig över gränsen mot Kina. Under rättegången avslöjade hon omfattande information om den dåliga behandlingen av lägerfångar, vilket väckte internationellt intresse. Hon påtalade också att dessa avslöjanden skulle kunna ge henne dödsstraff i Kina, då de betraktades som statshemligheter. Hennes advokat framhöll att om hon utvisades till Kina så skulle hon riskera dödsstraff för att ha berättat i den kazakhiska domstolen om interneringslägren. Hennes vittnesmål om interneringslägren försatte landet i en besvärlig situation, där man tvingades välja mellan att misshaga sin mäktige granne Kina, eller medge sin oförmåga att skydda kazakhiska medborgare. Vissa kazakhiska aktivister beskrev henne som en hjälte för hennes avslöjanden om den dåliga behandlingen av kazakhiska minoriteter i Kina. Även om Kina inte offentligt kommenterade rättegången och hennes påståenden så fick hon information om att vänner och familjemedlemmar i Xinjiang arresterats och förmodligen sänts till läger, vilket hon uppfattade som ett försök att tvinga henne till tystnad.

Den 1 augusti 2018 frigavs Sayragul villkorligt med ett halvt års prövotid med krav om att regelbundet inställa sig hos polisen. Genom hot mot hennes familj pressades hon till tystnad. Under rättegången sände hon en begäran om hjälp från FN:s flyktingkommissariat. Hon sökte också asyl i Kazakhstan för att undvika att bli deporterad till Kina, men nekades asyl på grund av att hon olagligt tagit sig över gränsen mellan Kina och Kazakhstan.

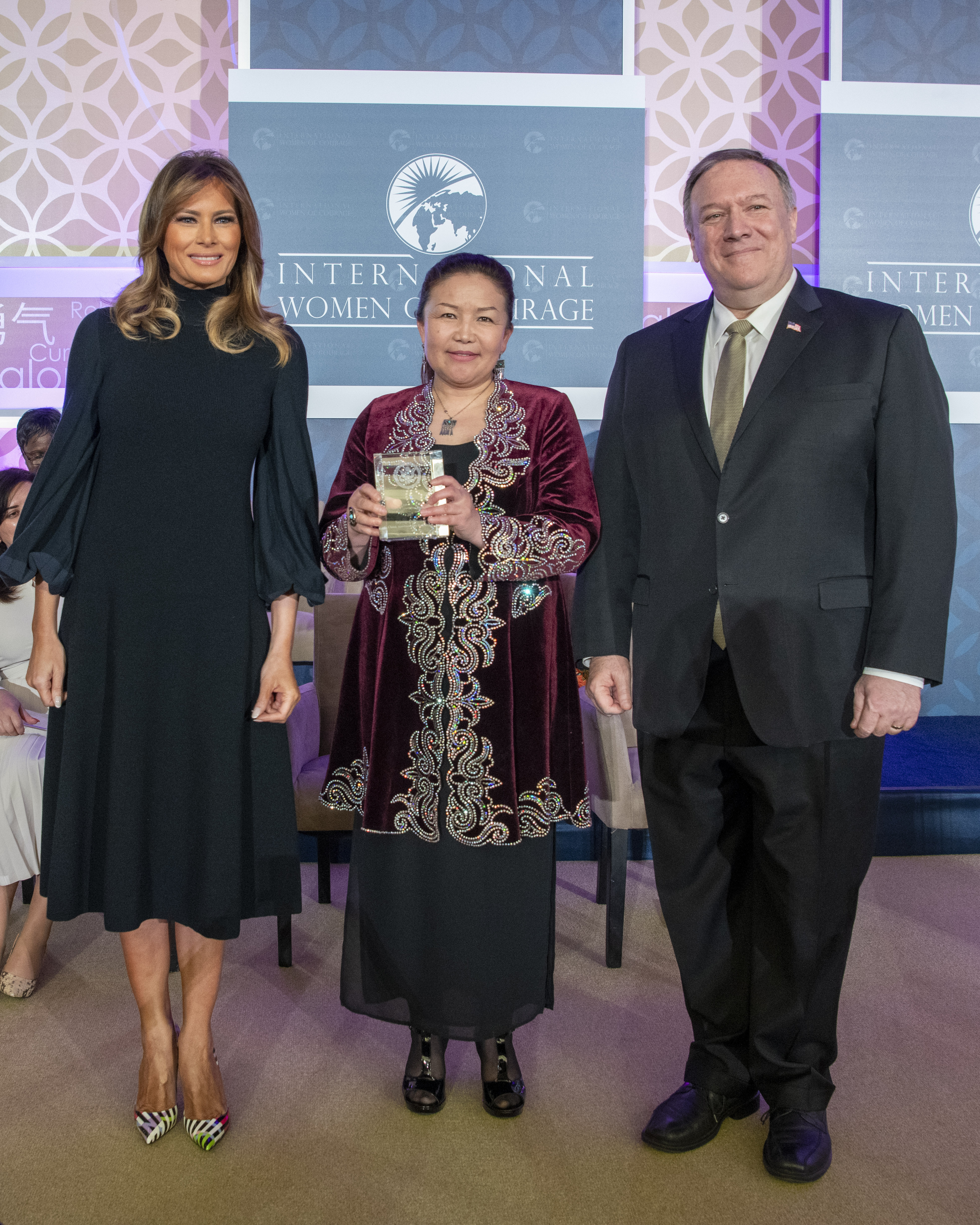
Mike Pompeo överlämnar den 4 mars 2020 utmärkelsen IWOC award till Sayragul Sauytbay. Till vänster om Sayragul: Melania Trump

### Sverige
Den 2 juni 2019 flög hon till Sverige efter en medlingsinsats av FN, där hon beviljades politisk asyl.
Den 4 mars 2020 fick Sayragul utmärkelsen International Woman of Courage on av USA:s utrikesminister Mike Pompeo.
Under 2020 gavs hennes berättelse ut i bokform på tyska i boken Die Kronzeugin. Boken skrevs av Alexandra Cavelius baserat på intervjuer med Sayragul. Boken har sedan översatts till engelska i maj 2021 med titeln The Chief Witness: Escape from China's Modern-day Concentration Camps, och kom samma år ut på svenska med titeln Ögonvittnet: tvingad till arbete i Kinas helvetesläger - och flykten därifrån.  Den finns även på flera andra språk. 
Sayragul hävdade 2020 att hon fortlöpande blivit trakasserad av "Kinas långa arm", och fått motta dödshot från uppringande kineser. Hon framhåller att hennes familj är övervakad och saknar möjligheter att kontakta henne.

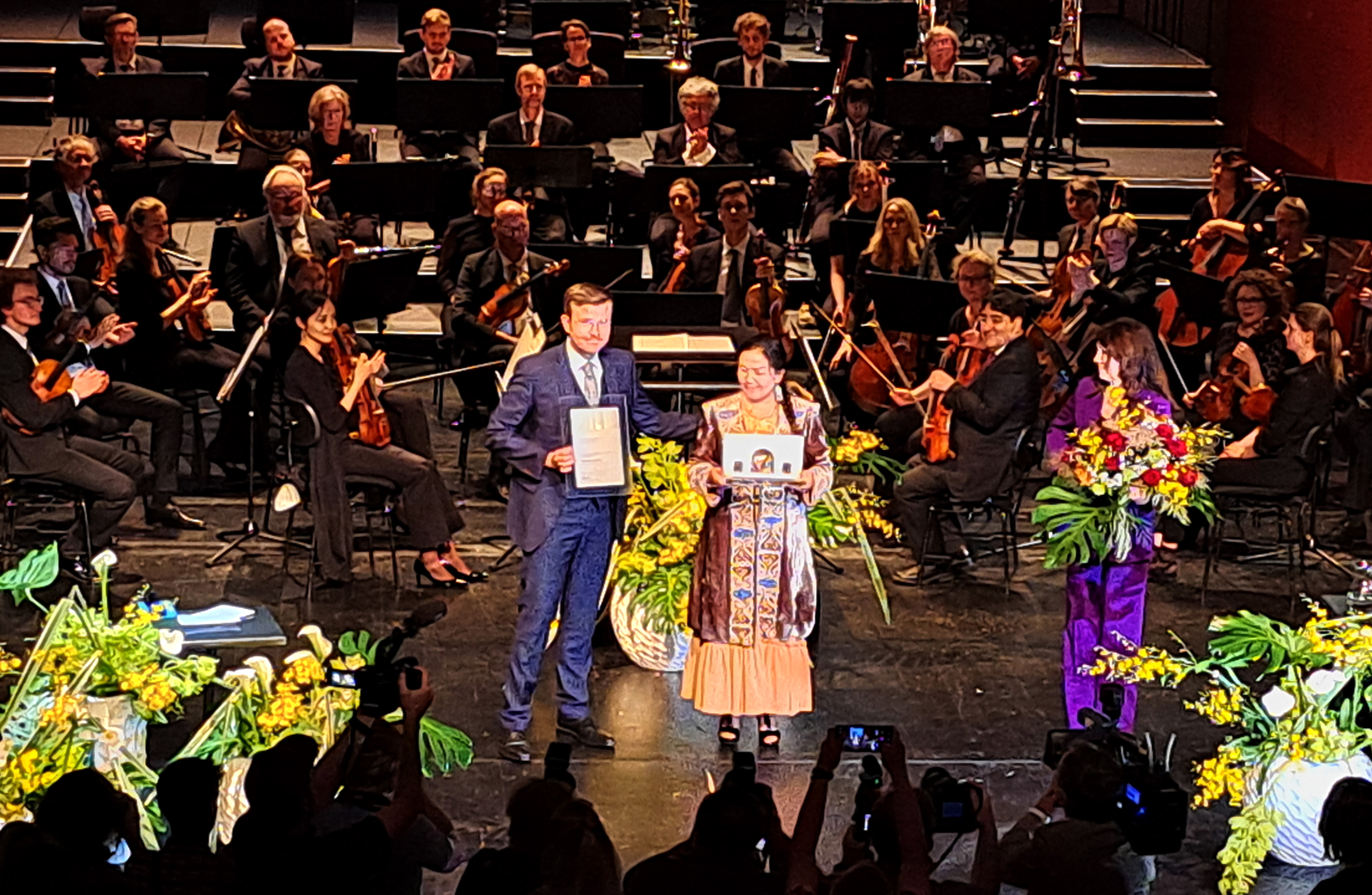
Sayragul Sauytbay med Nürnbergs borgmästare vid prisceremonin den 15 maj 2022. [Bild: Magnus Fiskesjö

I mars 2021 utsågs Sayragul till pristagare av Nuremberg International Human Rights Award(en) för 2021. I juryns motivering nämns att hon "trots ständiga hot och förödmjukelser har hon varit orädd och vittnat om och stått upp för muslimska minoriteter i Kina med ett beundransvärt mod" (motiveringen finns på tyska och engelska). På grund av coronapandemin överlämnades priset den 15 maj 2022.
Under 2021 deltog hon dessutom som en överlevande vittne vid Uyghur Tribunal i London. Hon svarade på tribunalens frågor och deponerade ett uttalande som inkorporerats i tribunalens dokumentation.

## Reaktioner från Kina
Kinesiska myndigheter förnekar Sayraguls påståenden, och hävdar att hon flytt utomlands efter att hon blivit misstänkt för bedrägeri. De hävdar också att hon aldrig arbetat i, eller varit internerad i något "vocational education and training center", vilket är den kinesiska beteckningen för dessa interneringsläger, samt att hennes påståenden om tortyr är osanna. Den kinesiska ambassaden i Stockholm gjorde i juli 2020 liknande uttalanden.